# رومانسية ألمانية

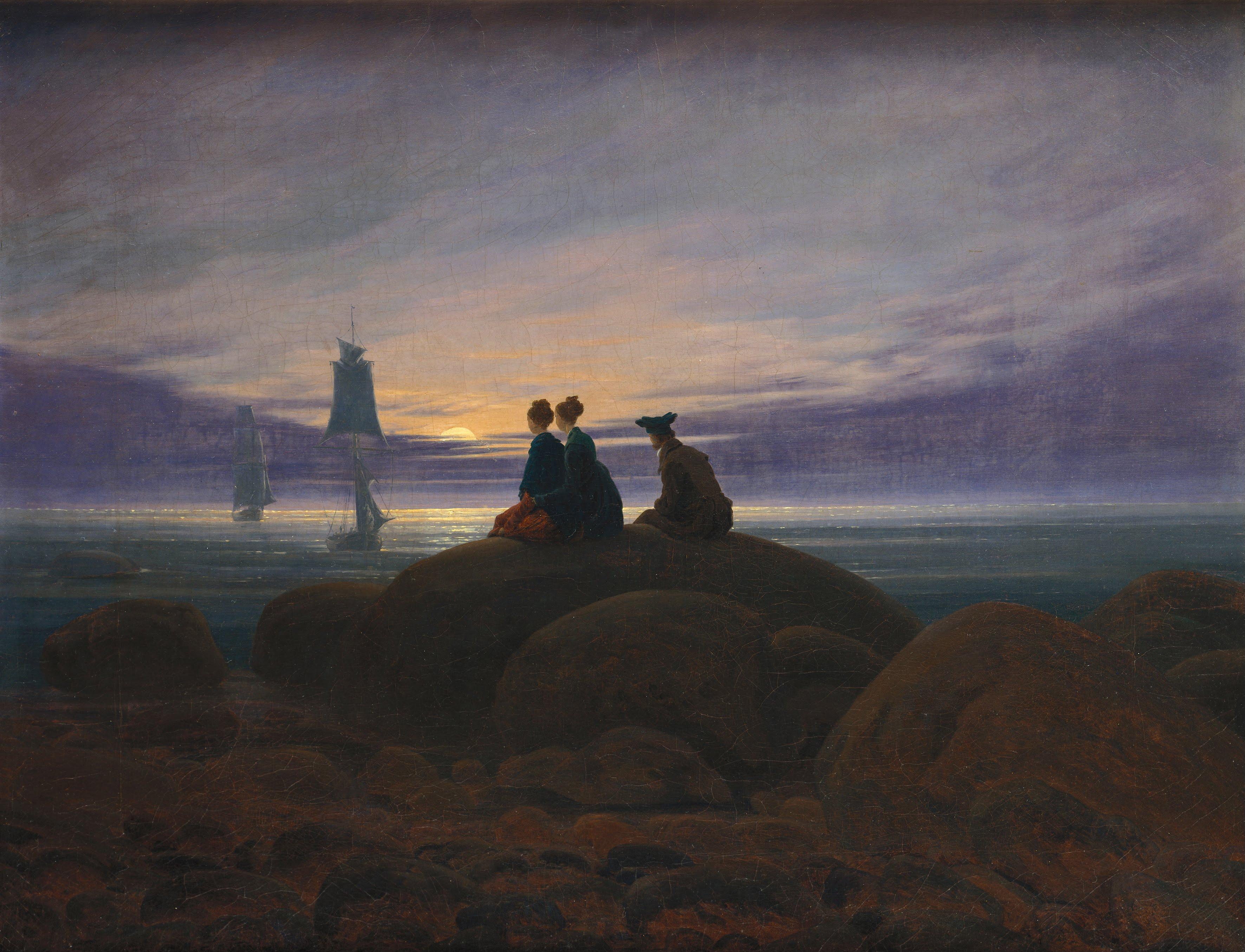
لوحة بزوغ القمر فوق البحر للفنان الألماني كاسبر ديفيد فريدريش.

الرومانسية الألمانية هي حركة أدبية سادت في ألمانيا وامتدت من عام 1818م إلى عام 1830م. وتتميز بتصوير المشاعر الحالمة والأفكار المغرقة في الخيال والعواطف النبيلة.
مقارنة مع نظيرتها الإنكليزية تعد الرومانسية الألمانية متأخرة بعض الشيء، حيث كانت متزامنة في بداياتها مع حركة كانت تدعى الكلاسيكية الألمانية، أو كلاسيكية فايمار، والتي كانت ذات توجه معاكس لها.
خلاف الرومانسية الإنكليزية، والتي كانت تتسم بالجدية، فإن التنوع في الرومانسية الألمانية ملحوظ، وذلك من خلال تقديرها للفكاهة والفطنة (فكاهة ذكية) بالإضافة للجمال. ويعد تجمع الأدباء الذي عرف بـ جماعة يينا أول تجمع رومانسي في ألمانيا وأوروبا.

## اقرأ أيضاً
- رومانسية